# Simbolo della Terra
Il simbolo della Terra, indicato graficamente con 🜨, è il simbolo astronomico del pianeta Terra. È costituito da globo diviso in quattro parti.
In Unicode il simbolo 🜨 (U+1F728, ALCHEMICAL SYMBOL FOR VERDIGRIS) è contenuto nel blocco Alchemical Symbols. Il simbolo ♁ (U+2641, EARTH) presente in Miscellaneous Symbols rappresenta il globo crucigero. Il blocco Miscellaneous Symbols and Pictographs include 🌍 (U+1F30D, EARTH GLOBE EUROPE-AFRICA), 🌎 (U+1F30E, EARTH GLOBE AMERICAS), 🌏 (U+1F30F, EARTH GLOBE ASIA-AUSTRALIA) e 🌐 (U+1F310, GLOBE WITH MERIDIANS).